# Strongylosoma nodulosum
Strongylosoma nodulosum är en mångfotingart som beskrevs av Carl Graf Attems 1897. Strongylosoma nodulosum ingår i släktet Strongylosoma och familjen orangeridubbelfotingar. Inga underarter finns listade i Catalogue of Life.